# Élections régionales de 2020 dans le land de Vienne
Les Élections régionales de 2020 dans le land de Vienne (Landtags- und Gemeinderatswahl in Wien 2020) ont lieu le 11 octobre 2020 dans le Land autrichien de Vienne. Elles sont marquées par l'effondrement du FPÖ, qui perd les trois quarts de ses sièges obtenus en 2015. Le SPÖ se maintient au pouvoir avec un résultat en hausse.

## Résultats

### Au niveau régional
|                        |                                                        |           |       |       |        |               |  |  |  |  |  |  |  |  |
| Parti                  | Parti                                                  | Voix      | %     | +/-   | Sièges | +/-           |  |  |  |  |  |  |  |  |
|                        | Parti social-démocrate d'Autriche (SPÖ)                | 301 967   | 41,62 | 2,03  | 46     | 2             |  |  |  |  |  |  |  |  |
|                        | Parti populaire autrichien (ÖVP)                       | 148 238   | 20,43 | 11,19 | 22     | 15            |  |  |  |  |  |  |  |  |
|                        | Les Verts - L'Alternative verte (Grünen)               | 107 397   | 14,80 | 2,96  | 16     | 6             |  |  |  |  |  |  |  |  |
|                        | NEOS - La nouvelle Autriche et le Forum libéral (NEOS) | 54 173    | 7,47  | 1,31  | 8      | 3             |  |  |  |  |  |  |  |  |
|                        | Parti de la liberté d'Autriche (FPÖ)                   | 51 603    | 7,11  | 23,68 | 8      | 26            |  |  |  |  |  |  |  |  |
|                        | Team HC Strache - Alliance pour l'Autriche (HC)        | 23 688    | 3,27  | Nv.   | 0      | en stagnation |  |  |  |  |  |  |  |  |
|                        | Gauche (LINKS)                                         | 14 919    | 2,06  | 0,99  | 0      | en stagnation |  |  |  |  |  |  |  |  |
|                        | Parti de la bière (BIER)                               | 13 095    | 1,80  | Nv.   | 0      | en stagnation |  |  |  |  |  |  |  |  |
|                        | L'Autriche sociale du futur (SÖZ)                      | 8 742     | 1,20  | 0,29  | 0      | en stagnation |  |  |  |  |  |  |  |  |
|                        | Autres                                                 | 1 679     | 0,23  | –     | 0      | –             |  |  |  |  |  |  |  |  |
|                        |                                                        |           |       |       |        |               |  |  |  |  |  |  |  |  |
| Votes valides          | Votes valides                                          | 725 501   | 98,11 |       |        |               |  |  |  |  |  |  |  |  |
| Votes blancs et nuls   | Votes blancs et nuls                                   | 13 984    | 1,89  |       |        |               |  |  |  |  |  |  |  |  |
| Total                  | Total                                                  | 739 485   | 100   | –     | 100    | en stagnation |  |  |  |  |  |  |  |  |
| Abstentions            | Abstentions                                            | 393 525   | 34,73 |       |        |               |  |  |  |  |  |  |  |  |
| Inscrits/Participation | Inscrits/Participation                                 | 1 133 010 | 65,27 |       |        |               |  |  |  |  |  |  |  |  |

## Analyse et conséquences
Les résultats voient la victoire du Parti social-démocrate (SPÖ), mené par le bourgmestre sortant Michael Ludwig, avec 41,6 % des voix en améliorant son résultat de 2015 après une tendance à la baisse lors des précédents scrutins. Les Verts avec Birgit Hebein progressent également en obtenant leur meilleur résultat jusqu'à présent à Vienne avec 14,8 %. Mené par Christoph Wiederkehr, NEOS enregistre un léger progrès avec 7,5 %. Après avoir enregistré le pire résultat de son histoire en 2015, le Parti populaire (ÖVP), avec l'ancien ministre fédéral des finances Gernot Blümel comme tête de liste, parvient à doubler son nombre de voix en obtenant 20,4 %. Le Parti de la liberté (FPÖ) de Dominik Nepp perd plus des deux tiers de ses voix et atteint 7,1 %, soit son pire résultat depuis les élections régionales de 1983.
Après des discussions pour former un gouvernement entre le SPÖ et l'ÖVP, les Verts et NEOS, le SPÖ décide étonnamment d'entamer des négociations pour un accord de coalition avec NEOS au lieu des Verts, son partenaire de la coalition précédente. Une coalition avec l'ÖVP est rejetée en raison de désaccords sur différents sujets, et une avec le avec le FPÖ est rejetée d’emblée par le SPÖ,.
Le 16 novembre 2020, les premiers objet du programme de la coalition sociale-libérale sont présentés. Le 24 novembre 2020, Michael Ludwig du SPÖ est réélu bourgmestre avec 60 voix sur 100, dont 54 de la nouvelle coalition, et le nouveau gouvernement municipal prête serment devant le président fédéral Alexander Van der Bellen,.